# 루크 로빈슨 (프로레슬링 선수)

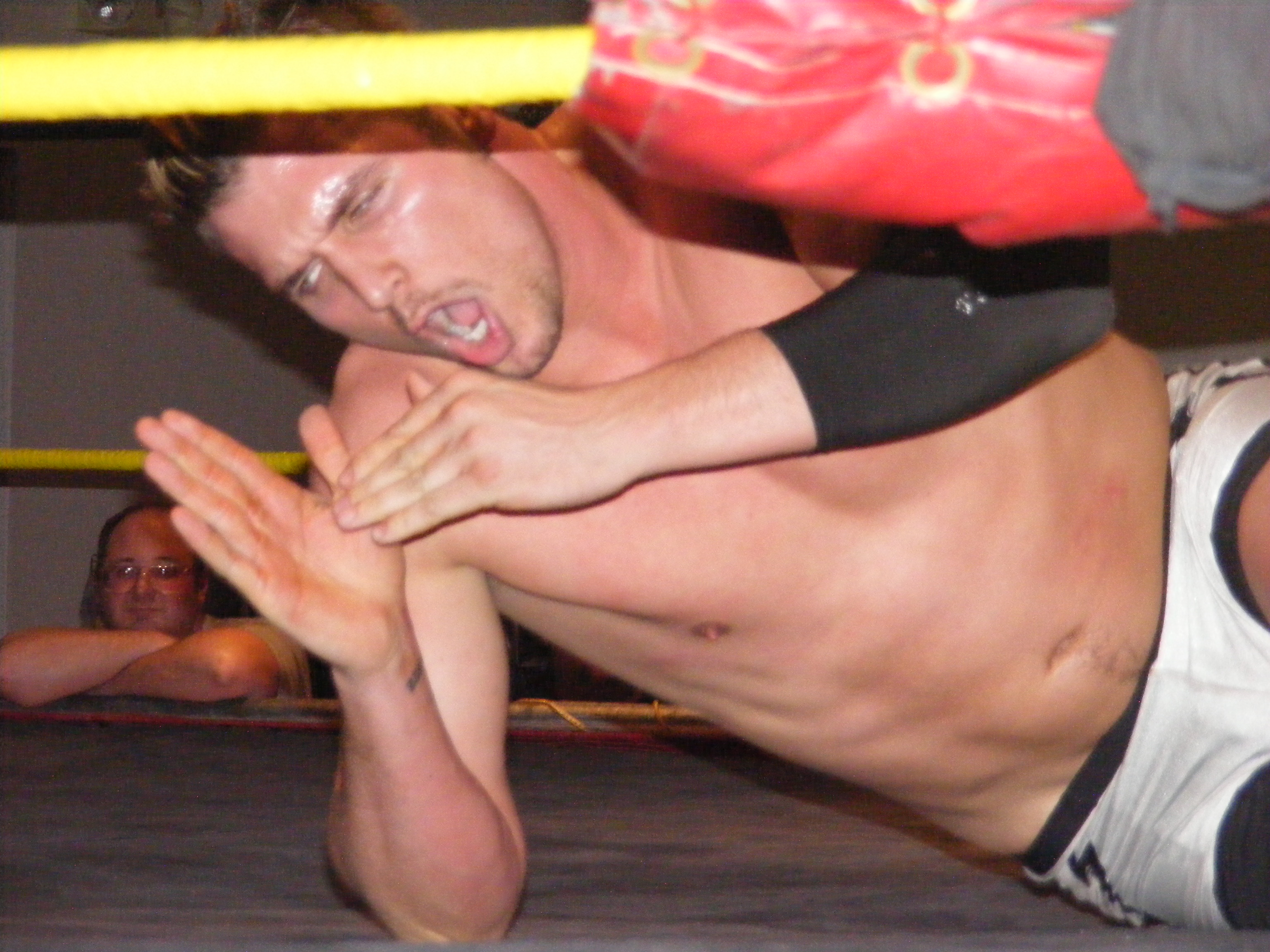
루크 로빈슨

루크 로빈슨(Luke Robinson, 1985년 1월 13일 ~ )는 미국의 프로레슬링선수다. 키는 186cm 몸무게는 95kg이다. 2011년 《터프이너프》에서 준우승을 하였다.

## 초기 경력
15세 때 로빈슨과 그의 친구들은 로빈슨의 지하실에서 스트로보 조명으로 쇼를 열었고 챔피언 벨트로 사용하는 작업 벨트도 가지고 있었다. 로빈슨은 레슬링 쇼가 그와 그의 친구의 "더러운 작은 비밀"이라고 주장한다.
로빈슨은 WWE 명예의 전당 토니 아틀라스(Hall of Famer Tony Atlas)가 개인 훈련을 받던 체육관에서 운동하면서 전문 훈련을 시작했다. 아틀라스는 처음에 로빈슨의 사촌인 체육관 주인이 로빈슨을 훈련시키도록 설득할 때까지 로빈슨의 훈련 요청을 무시했다. 아틀라스는 스포츠에 대한 로빈슨의 강한 열정을 깨닫고 그를 광범위하게 훈련시키기 시작했다. 다음 몇 년 동안 듀오는 여름 동안 일주일에 5일 훈련한다.
2006년에 로빈슨과 동료 서던 메인 대학교(University of Southern Maine) 학생인 케이시 던컨은 인디 프로모션 내셔널 레슬링 얼라이언스(National Wrestling Alliance)를 위해 레슬링하기 위해 USM 캠퍼스에서 140마일을 운전했다. 로빈슨은 NWA를 위해 "더 골든 보이" 보비 로빈슨이라는 이름으로 씨름했다.
NAWA 명단에 있는 동안 로빈슨은 "세밀하게 튜닝된 운동선수기계(The Finely Tuned Athletic Machine)"(루크 로빈슨, Luke Robinson)이라는 별명으로 씨름했다. 2006년 4월 20일, 로빈슨은 소니 로젤리를 물리치고 노스 애틀랜틱 헤비급 챔피언십(North Atlantic Heavyweight Championship)에서 우승하여 첫 우승을 차지했다. 로젤리를 물리치고 로빈슨은 NWH 헤비급 챔피언십에서 우승했을뿐만 아니라 메인주 챔피언십에서도 우승했다. 로빈슨은 메인주 챔피언십을 마지막으로 개최했다. 로빈슨은 2006년 9월 28일 레드데빌 파이트팀(Red Devil Fight Team)의 알렉산더 체코프에게 패배할 때까지 헤비급 타이틀을 유지했다. 2008년 2월 20일 로빈슨은 카메론 매튜스를 물리치고 노스애틀랜틱 텔레비전 챔피언십에서 우승했다. 로빈슨은 2008년 4월 23일 마쿠아에게 텔레비전 타이틀을 잃었다.
2010년 로빈슨은 게이 에로틱 레슬링 웹사이트 BG East의 비디오에 출연했다. 그는 "Donnie Drake"라는 이름으로 출연했다. 회사에서 로빈슨이 한 일은 성적으로 노골적이지 않았다.